# Сушков Віктор Олександрович
Ві́ктор Олекса́ндрович Сушко́в (позивний — Сухар; 15 серпня 1991, м. Єнакієве, Донецька область — 20 березня 2022, біля м. Охтирка, Сумська область, Україна) — український військовослужбовець, старший лейтенант Збройних сил України, учасник російсько-української війни. Лицар ордена Богдана Хмельницького III ступеня (2022, посмертно).

## Життєпис
Віктор Сушков народився 15 серпня 1991 року в місті Єнакієво Донецької області. Дитинство провів у м. Часів Яр.
Після школи закінчив Донецьке професійне училище.
Призер місцевих і всеукраїнських змагань з кросфіту.
З 24 вересня 2014 року виконував бойові завдання у складі військової частини Сухопутних військ Збройних сил України, що брала участь в АТО на сході України.
2020 році закінчив магістратуру факультету протиповітряної оборони сухопутних військ Харківського національного університету Повітряних сил імені Івана Кожедуба.
У ході повномасштабного російського вторгнення служив командиром взводу управління 1039-го окремого зенітного ракетного полку ППО Сухопутних військ Збройних сил України. Загинув 20 березня 2022 року виконуючи бойове завдання біля міста Охтирка на Сумщині.
23 березня 2022 року похований у селі Бодаква Заводської громади Миргородського району Полтавської области.
Залишилася дружина.

## Нагороди
- ордена Богдана Хмельницького III ступеня (22 липня 2022, посмертно) — за особисту мужність і самовіддані дії, виявлені у захисті державного суверенітету та територіальної цілісності України, вірність військовій присязі[1].